# Saffurija
Saffurija (arab. صفورية) – nieistniejąca już arabska wieś, która była położona w Dystrykcie Nazaretu w Mandacie Palestyny. Wieś została wyludniona i zniszczona podczas I wojny izraelsko-arabskiej, po ataku Sił Obronnych Izraela 16 lipca 1948 roku.

## Położenie
Saffurija leżała na wzgórzu w Dolnej Galilei, w odległości 6 km na północny zachód od miasta Nazaret. Według danych z 1945 roku do wsi należały ziemie o powierzchni 55 378 ha. We wsi mieszkało wówczas 4330 osób.
| Własność gruntów | Powierzchnia gruntów [ha] |
| ---------------- | ------------------------- |
| Arabowie         | 41 748                    |
| Żydzi            | 0                         |
| publiczne        | 13 630                    |
| Razem            | 55 378                    |

| Rodzaj użytkowanych gruntów | Arabowie [ha] | Żydzi [ha] |
| --------------------------- | ------------- | ---------- |
| uprawy oliwek               | 3 270         | 0          |
| uprawy nawadniane           | 5 310         | 0          |
| uprawy zbóż                 | 21 841        | 0          |
| nieużytki                   | 28 125        | 0          |
| zabudowane                  | 102           | 0          |

## Historia

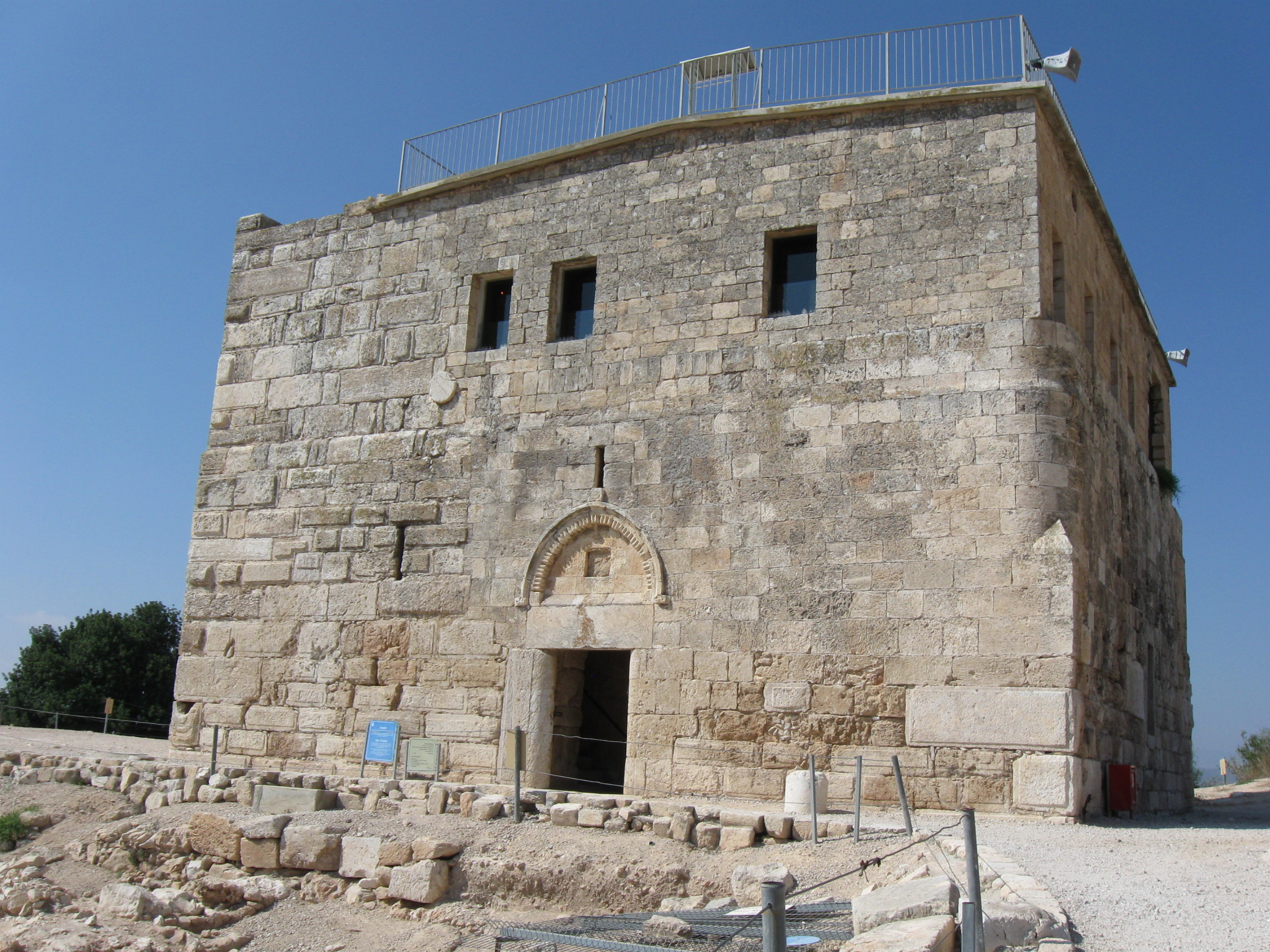
Pozostałości fortu krzyżowców, przebudowanego w 1900 na szkołę podstawową

Około VII wieku p.n.e. powstało tutaj starożytne miasto Seforis (gr. Σεπφώρις), które pełniło funkcje centrum administracyjnego w okresie panowania asyryjskiego i babilońskiego nad starożytnym Izraelem. W 104 roku p.n.e. miasto zasiedlili Żydzi, którzy zmienili jego nazwę na Cipori (hebr. ציפורי). Po śmierci króla Heroda Wielkiego mieszkańcy Cipori zbuntowali się w 4 roku p.n.e. przeciwko panowaniu rzymskiemu, w wyniku czego Rzymianie zniszczyli miasto i sprzedali jego mieszkańców w niewolę. Król Herod Antypas odbudował miasto w 1 roku n.e. pod nazwą Autocratis. Podczas wojny żydowsko-rzymskiej 66-73 mieszkańcy Autocratis nie poparli żydowskich bojowników i zawarli porozumienie z Rzymianami, dzięki czemu miasto nie zostało zniszczone. Około 132 roku ponownie zmieniono nazwę miasta na Diocaesarea. Po upadku powstania Bar-Kochby w 135 roku w mieście osiedliło się wielu żydowskich uciekinierów. Miasto stało się centrum życia religijnego i duchowego Judaizmu. Swoją siedzibę miała tutaj najwyższa żydowska instytucja religijna i sądownicza Sanhedryn. Razem z nią do miasta przybyło wielu wybitnych rabinów, w tym Juda ha-Nasi. W 363 roku wielkie trzęsienie ziemi zniszczyło miasto. Po odbudowie nie odzyskało już swojego wcześniejszego znaczenia.
Gdy w VII wieku Palestyna znalazła się pod panowaniem Arabów nazwę miasta zmieniono na Saffurija. Na początku XII wieku krzyżowcy wybudowali na wzgórzu twierdzę, którą nazwali Le Sephorie. Po upadku Królestwa Jerozolimskiego Arabowie przywrócili nazwę Saffurija. W 1596 roku we wsi mieszkało 2200 mieszkańców.
W okresie panowania Brytyjczyków Saffurija była największą wsią w Galilei. We wsi znajdował się jeden meczet oraz dwie szkoły podstawowe.

Podczas I wojny izraelsko-arabskiej w 1948 roku we wsi stacjonowały siły Arabskiej Armii Wyzwoleńczej, które paraliżowały żydowską w komunikację w rejonie. W trakcie operacji „Dekel” 16 lipca 1948 roku wieś Saffurija zajęły siły izraelskie. Wysiedlono wówczas jej mieszkańców, a większość domy wyburzono. Część mieszkańców powróciło do swojej zniszczonej wsi, i zostali z niej ponownie wyrzuceni we wrześniu. Ostatnie wysiedlenie odbyło się 7 stycznia 1949 roku. W miejscu zniszczonej arabskiej wioski Żydowski Fundusz Narodowy zasadził las sosnowy.

## Miejsce obecnie
Tereny wioski Saffurija zajął utworzony w 1949 roku moszaw Cipori. Palestyński historyk Walid Chalidi, tak opisał pozostałości wioski Saffurija: „W miejscu pozostaje tylko kilka domów, w tym 'Abd al-Majid Sulajmana i Ali Mawjuda. Po przeciwnej stronie rozciąga się sosnowy las zasadzony przez Żydowski Fundusz Narodowy z okazji uczczenia jakiegoś święta (np. Dnia Niepodległości Gwatemali). Na szczycie wzgórza nadal stoi twierdza Zahir al-'Umar’s, chociaż niektóre jej ściany zawaliły się. Jest otoczona pracami wykopaliskowymi. W północnej części wsi nadal stoi monaster Świętej Anny, służący jako sierociniec dla palestyńskich dzieci. Zachował się także kościół rzymskokatolicki. Przy południowej drodze do wsi znajduje się synagoga, która pierwotnie była muzułmańskim sanktuarium. Obok niej znajduje się izraelski cmentarz”.